# St. Corentin (Cury)

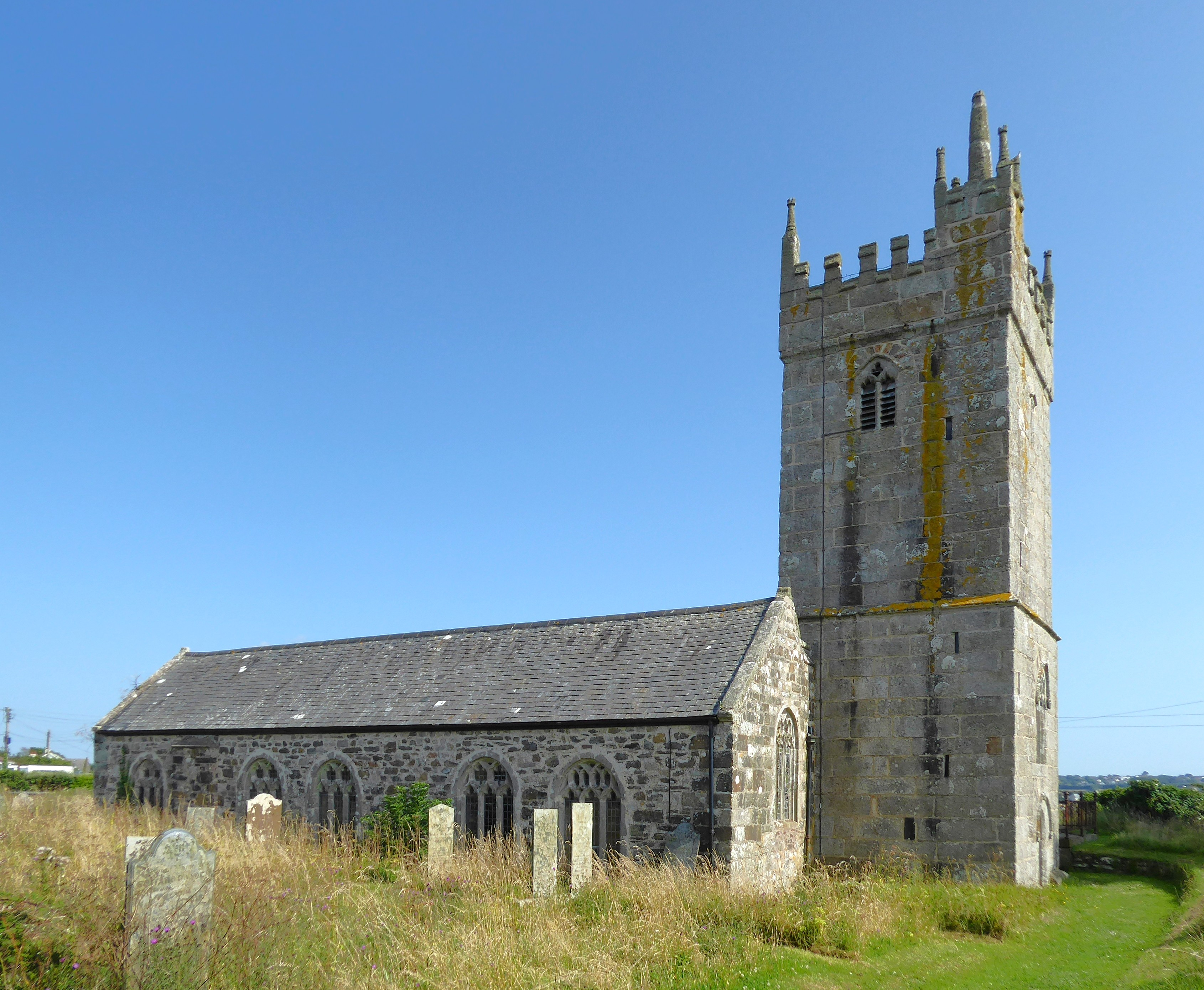
St. Corentin, Cury

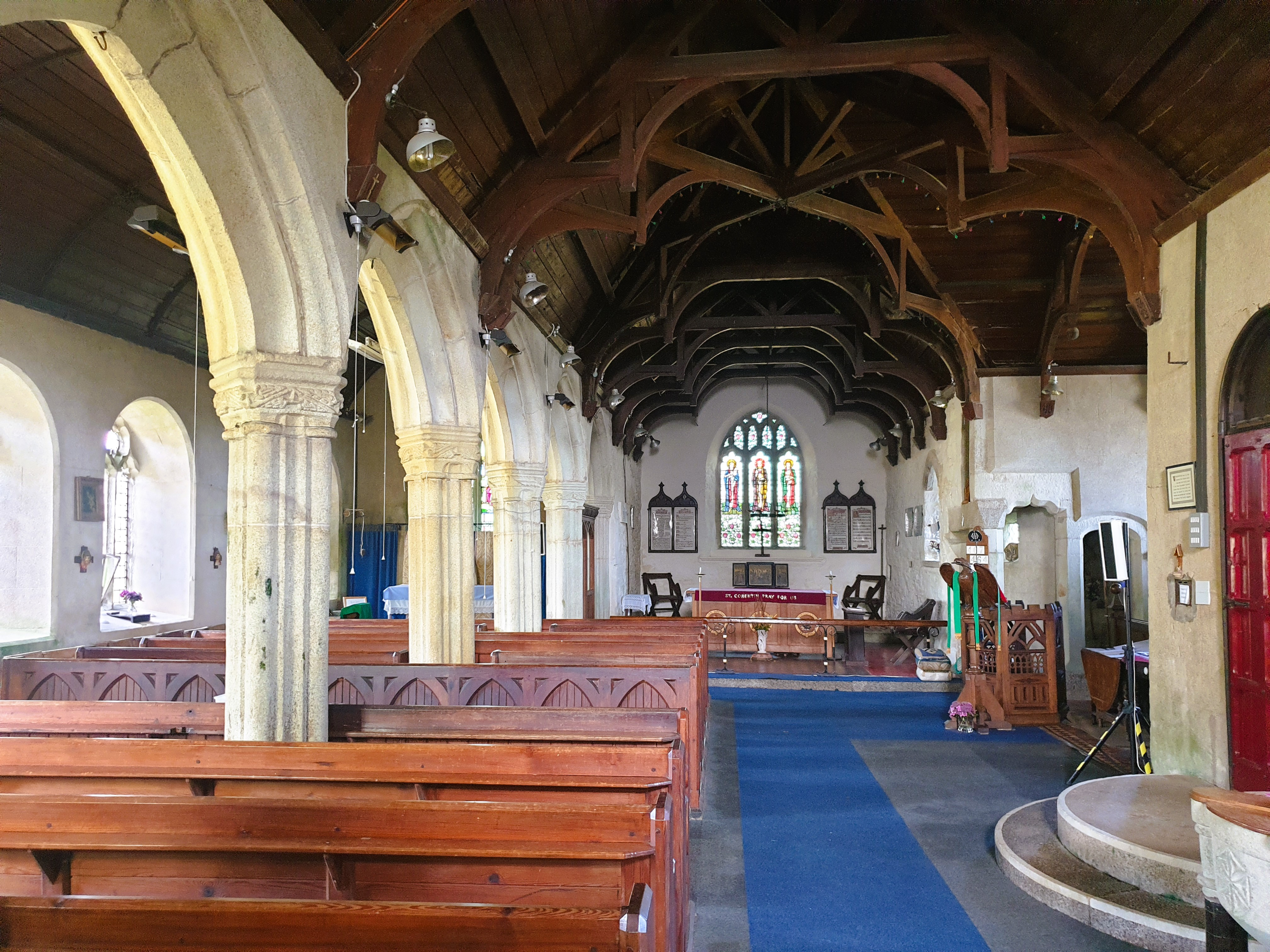
Inneres, Hauptschiff Richtung Chor

St. Corentin (Englisch St Corentine’s Church; auch: St. Corantyn) ist eine anglikanische Pfarrkirche der Church of England in Cury, einer kleinen Ortschaft südlich von Helston in Cornwall. Die Kirche ist als Kulturdenkmal der Kategorie Grade I eingestuft.

## Geschichte
Die dem heiligen Corentin von Quimper geweihte Pfarrkirche entstand ursprünglich im 12. Jahrhundert vermutlich auf kreuzförmigem Grundriss. Schriftliche Bauüberlieferungen existieren nicht, eine Konsekration ist für das Jahr 1261 belegt. Der Turm, das nördliche Seitenschiff und die Vorhalle im Winkel zwischen Langhaus und Querhaus wurden im 15. Jahrhundert hinzugefügt. Der Chor überragt das Seitenschiff nur um wenige Meter nach Osten, während sich der südliche Querhausarm in der Mitte des Bauwerkes befindet. 1874 wurde die Kirche einer grundlegenden Renovierung unterzogen, die dem Gotteshaus im Inneren einen neugotischen Raumeindruck verliehen haben. Bei den Arbeiten wurde unter anderem das Dach erneuert und die Kirche mit neuen Fensterverglasungen ausgestattet. Die Arbeiten an der Vorhalle haben das bedeutende romanische Portal mit Tympanon teilweise verdeckt. Der romanische Taufstein stammt aus dem 12. Jahrhundert. Er befindet sich auf einer runden Mittelsäule aus dem 20. Jahrhundert mit vier umgebenden gewundenen Ecksäulen. Zur weiteren Ausstattung gehören Kirchenbänke aus Holz von Pech-Kiefern aus dem 19. Jahrhundert sowie eine achteckige Kanzel.
Ein nicht genau datierter mittelalterlicher Kreuzstein auf dem Kirchhof südlich der Kirche ist als Einzelobjekt als Kulturdenkmal der Kategorie II* eingestuft. Bei dem Kreuzstein handelt es sich um einen Granitmonolithen mit annähernd rechteckigem Grundriss und einem sehr hohen, leicht konischen Schaft mit einem bauchigen, runden Kopf. Auf der Südseite des Steines befindet sich ein eingraviertes Kreuz über dem eingravierten Schaft. Mit einer Höhe von 9 Fuß gilt dieser Stein nach Einschätzung der englischen Denkmälerverwaltung als eines der höchsten Kreuze in Cornwall.